# Diaptomus pygmaeus
Diaptomus pygmaeus är en kräftdjursart som beskrevs av Arthur Sperry Pearse. Diaptomus pygmaeus ingår i släktet Diaptomus och familjen Diaptomidae. Inga underarter finns listade i Catalogue of Life.